# 1055
El 1055 (MLV) fou un any comú començat en diumenge del calendari julià.

## Esdeveniments
- Els almoràvits conquereixen Sigilmasa.[1]
- Tostig és nomenat earl de Northúmbria.[2]

## Necrològiques
- 11 de gener: Constantí IX Monòmac, emperador romà d'Orient.[3]